# Operacja Pustynna Burza

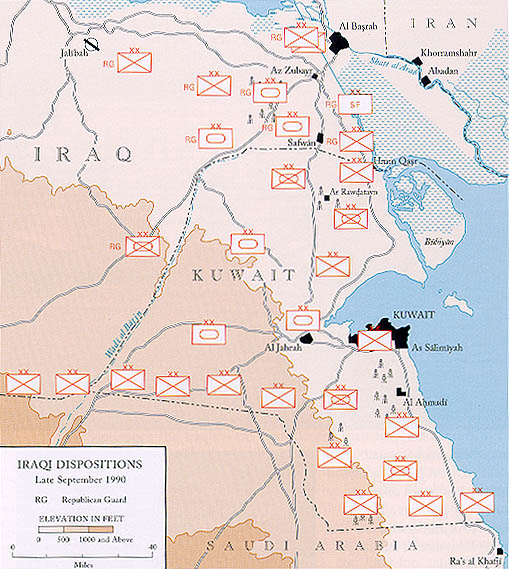
Rozmieszczenie jednostek irackich wzdłuż granicy z Arabią Saudyjską we wrześniu 1990

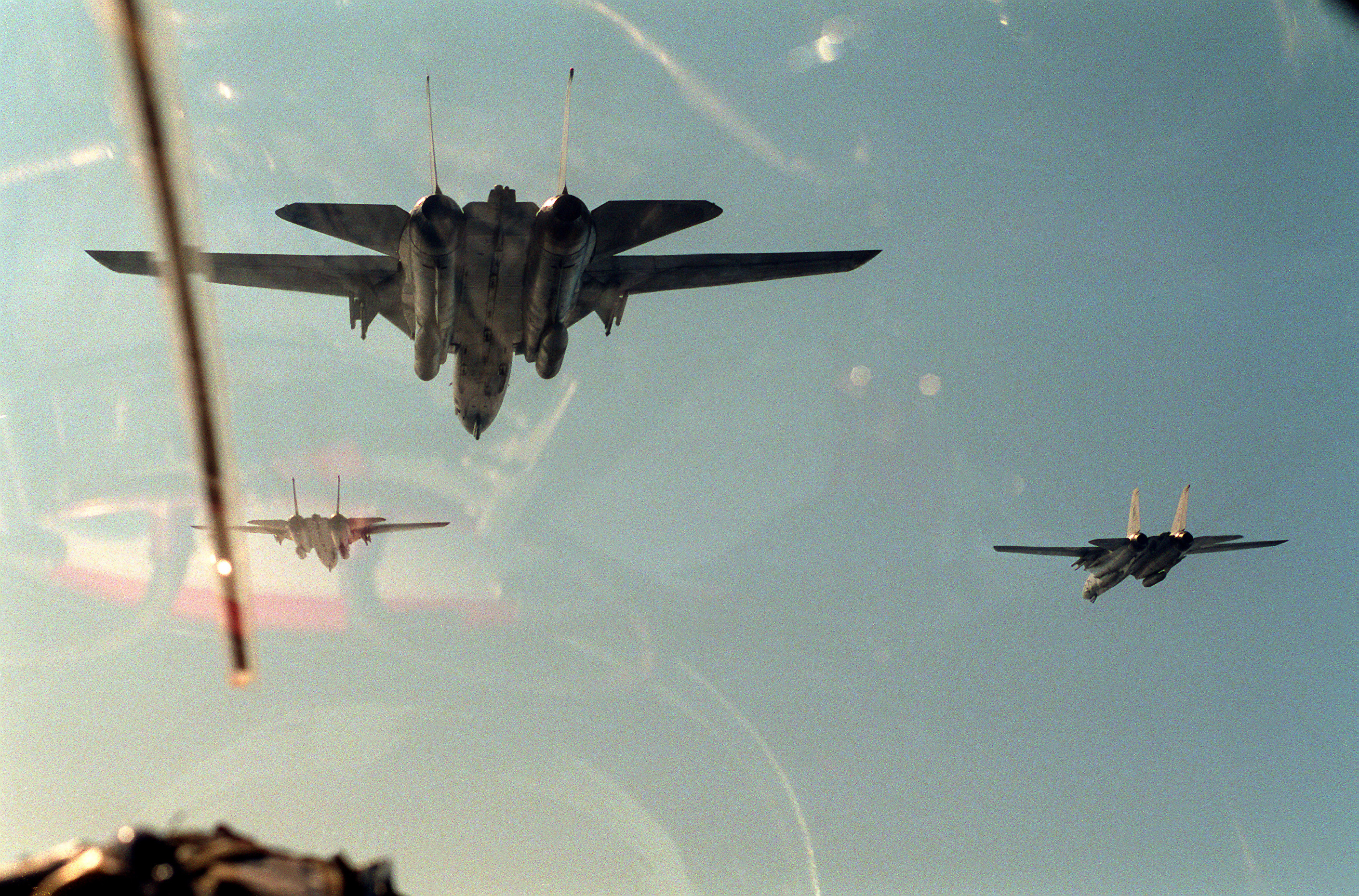
Myśliwce F-14 lecące nad Irak

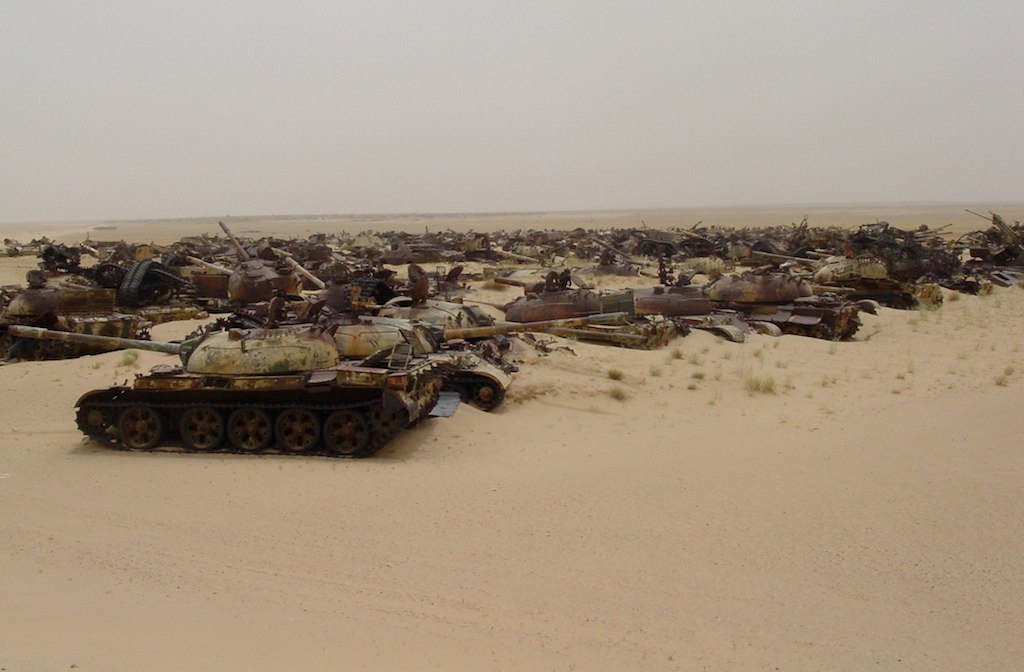
Cmentarzysko zniszczonych irackich czołgów na pustyni

Operacja Pustynna Burza (ang. Operation Desert Storm) – przeprowadzona na podstawie rezolucji Rady Bezpieczeństwa ONZ nr 678 z 29 listopada 1990 roku operacja wojskowa, której celem było wyzwolenie zajętego przez Irak Kuwejtu. Trwająca od 17 stycznia do 28 lutego 1991 operacja powietrzno-morsko-lądowa była odpowiedzią na wszczętą przez Irak atakiem na Kuwejt wojnę w Zatoce Perskiej. Operacja prowadzona była przez koalicję 27 państw, w której wiodącą siłę militarną stanowiły Siły Zbrojne Stanów Zjednoczonych. Najważniejszym elementem operacji była 43-dniowa kampania powietrzna przeprowadzona przez Stany Zjednoczone oraz ich sojuszników, zakończona trwającą zaledwie 100 godzin operacją wojsk lądowych. W ramach Pustynnej Burzy przeprowadzona została największa amerykańska kampania powietrzna od czasu wojny wietnamskiej. W kampanii tej użyto niemal każdego typu samolotów pozostających na wyposażeniu amerykańskich sił powietrznych, które wykonały w sumie około 40 000 misji zwalczania celów naziemnych oraz 50 000 lotów wsparcia. W efekcie tej operacji siły koalicji wyzwoliły terytorium Kuwejtu, jednak w wyniku politycznej decyzji prezydenta George’a Busha wojska lądowe koalicji zatrzymały się, nie próbując zajmować stolicy Iraku. Pozwoliło to odpowiedzialnemu za wywołanie wojny prezydentowi Iraku Saddamowi Husajnowi na zachowanie władzy, zaś prezydenta Stanów Zjednoczonych postawiło w obliczu krytyki.

## Iracka inwazja Kuwejtu
2 sierpnia 1990 roku, o godzinie 01:00 czasu kuwejckiego, trzy dywizje irackiej Gwardii Republikańskiej zaatakowały wzdłuż granicy iracko-kuwejckiej. Zmechanizowane dywizje piechoty oraz dywizja pancerna przypuściły główny atak w południową część Kuwejtu. Inna iracka dywizja pancerna prowadziła atak wspierający na zachód. O godzinie 01:30 jednostki specjalne przeprowadziły z powietrza atak na obiekty rządowe w stolicy państwa, Kuwejcie, a zespół komandosów przeprowadził atak z morza na pałac emira Kuwejtu i inne obiekty w stolicy. O godzinie 05:30 atakujące wojska lądowe, wspierane przez irackie lotnictwo, połączyły się z jednostkami specjalnymi i do godziny 19:00 zajęły stolicę kraju. Jedna z dywizji zajęła pozycje na południu, blokując dostęp do kraju od strony granicy z Arabią Saudyjską. Do wieczora tego dnia irackie czołgi posuwały się na południe wzdłuż wybrzeża, celem zajęcia portów. Mimo indywidualnych aktów odwagi, w trakcie krótkiej kampanii opór wojsk kuwejckich był nieskoordynowany. Siły zbrojne Kuwejtu zostały wprawdzie postawione w stan gotowości już po przemówieniu Saddama Husajna 17 lipca, jednak – w celu zmniejszenia napięcia między oboma krajami – kilka tygodni później ich stopień gotowości bojowej zmniejszono do 25%. Część jednostek podjęła nawet próbę odbicia pałacu emira, zaś 35 Brygada Pancerna próbowała stawić opór nacierającym jednostkom pancernym Iraku. Straty kuwejckie oceniane są jako niewielkie, jednak nie jest znana ich dokładna wielkość. Po załamaniu się obrony część sił kuwejckich przekroczyła granicę Arabii Saudyjskiej. Siły powietrzne Kuwejtu wykonały niewielką liczbę lotów bojowych, a wobec zajęcia lotnisk przez wojsko irackie znaczna część również schroniła się za granicą. Do południa 3 sierpnia siły irackie obsadziły pozycje przy granicy z Arabią Saudyjską. 4 sierpnia irackie czołgi zajęły pozycje obronne, a dziesiątki pojazdów logistycznych dowoziły na południe ludzi i duże zapasy amunicji i innego zaopatrzenia. Na teren zajętego Kuwejtu wchodziły także kolejne jednostki irackie z garnizonów wewnątrz Iraku, które zluzowywały jednostki Gwardii Republikańskiej, co rodziło obawy, że mogą one teraz zaatakować Arabię Saudyjską.

## Sytuacja militarna w regionie
Iracka okupacja Kuwejtu stanowiła trudny i palący problem dla amerykańskich planistów wojskowych. Siły irackie koncentrujące się w Kuwejcie sprawiały wrażenie, że możliwe są dalsze operacje ofensywne Iraku, tym razem skierowane przeciwko Arabii Saudyjskiej. 6 sierpnia na terenie Kuwejtu rozmieszczane było 11 irackich dywizji – siła znacznie przekraczająca potrzeby okupacyjne Kuwejtu, a nawet więcej niż było potrzeba dla podjęcia natychmiastowej inwazji na bogatą w ropę saudyjską Prowincję Wschodnią. Jak wynikało z danych wywiadowczych, jednostki irackie rozmieszczone były wzdłuż granicy saudyjskiej, podczas gdy wzmocnienia wciąż przybywały do Kuwejtu. W tej sytuacji Stany Zjednoczone zdecydowały się rozmieścić w Arabii Saudyjskiej dodatkowe siły, których zadaniem była ochrona tego kraju przed atakiem ze strony Iraku. Rozpoczęto więc operację Desert Shield, której celami były rozwój zdolności obronnych w rejonie Zatoki, jako środek odstraszania Saddama Husajna przed kolejnymi atakami. Celami szczegółowymi operacji były obrona Arabii Saudyjskiej w razie nieskuteczności odstraszania, budowa efektywnej militarnie koalicji oraz integracji sił koalicji w jeden plan operacyjny oraz wsparcie sankcji ekonomicznych wobec Iraku, wynikających z rezolucji nr 661 i 665.
5 sierpnia 1990, po przeprowadzeniu międzynarodowych konsultacji z sojusznikami, prezydent George H.W. Bush określił operację iracką jako „jawną agresję” i stwierdził, że jej skutki nie mogą się utrwalić. Zadeklarował  też amerykańskie cele w postaci:
- natychmiastowego opuszczenia Kuwejtu przez siły irackie
- restauracji legalnego rządu Kuwejtu
- bezpieczeństwa i stabilności Arabii Saudyjskiej oraz Zatoki Perskiej
- bezpieczeństwa i ochrony życia amerykańskich obywateli.

Stany Zjednoczone zareagowały też militarnie. W ciągu godziny od rozpoczęcia irackiego ataku 2 sierpnia, amerykański Departament Obrony polecił grupie lotniskowca USS „Independence” (CV-62) udać się z rejonu w pobliżu Diego Garcia na Oceanie Indyjskim do Zatoki Omańskiej. Grupa lotniskowca USS „Dwight D. Eisenhower” (CVN-69) natomiast otrzymała rozkaz udania się we wschodni rejon Morza Śródziemnego, w celu przygotowania do wpłynięcia na Morze Czerwone. Dwie amerykańskie latające cysterny w Zjednoczonych Emiratach Arabskich otrzymały rozkaz pozostania w regionie, celem zaopatrywania w paliwo sił powietrznych tego kraju, wykonujących loty patrolowe nad instalacjami naftowymi ZEA. Już 2 sierpnia Rada Bezpieczeństwa ONZ uchwaliła rezolucję nr 660, określającą inwazję jako naruszenie Karty Narodów Zjednoczonych oraz domagającą się wycofania wojsk irackich z Kuwejtu. Po tej i 10 kolejnych rezolucjach, które nie zdołały zakończyć irackiej okupacji Kuwejtu, 29 listopada 1990, w rezolucji nr 678 Rada Bezpieczeństwa autoryzowała podjęcie przez członków organizacji „wszelkich niezbędnych środków” do wymuszenia przestrzegania przez Irak poprzednich rezolucji, jeśli wojska irackie nie opuszczą Kuwejtu do 15 stycznia 1991. Także Liga Państw Arabskich, na specjalnej poświęconej Kuwejtowi konwencji w Kairze, wezwała Irak do opuszczenia terytorium Kuwejtu. Już jednak od sierpnia, wkrótce po irackiej inwazji, kolejne państwa wysyłały w rejon Zatoki Perskiej elementy swoich sił zbrojnych. Jednomyślnie poparły też działania ONZ w sprawie Kuwejtu także państwa Europy środkowo-wschodniej: byli członkowie Układu Warszawskiego oraz Jugosławia. Niezależnie od ogromnych problemów gospodarczych tego regionu w tym czasie, niektóre z tych państw otworzyły swoją przestrzeń powietrzną dla transportów w rejon Zatoki, Czechosłowacja wysłała do Arabii Saudyjskiej swoją jednostkę wojsk chemicznych, Polska swój kontyngent wojskowy, w składzie które były: okręt szpitalny ORP „Wodnik”, okręt ratowniczy ORP „Piast” i 100 osób personelu medycznego do saudyjskich szpitali wojskowych. Dwuznaczne stanowisko zajęły Chiny. Premier tego kraju potępił iracką inwazję i aneksję Kuwejtu, jednak wyraził także sprzeciw Chin wobec ingerencji w konflikt wielkich potęg, stwierdzając, że sprawy Zatoki i Arabów powinny być rozwiązywane wyłącznie przez państwa regionu i ONZ.